# Yoshitsune Shin Takadachi
Yoshitsune Shin-Takadachi (義経新高館), ou Yoshitsune et le nouveau Takadachi, est une pièce du théâtre de marionnettes japonais jōruri qui raconte le conflit entre Minamoto no Yoshitsune et son frère, le shogun Minamoto no Yoritomo. Bien que située au XIIe siècle, et s'appuyant sur les précédentes versions de l'histoire de ce conflit, la pièce fait fortement allusion au siège d'Osaka de 1615, au cours duquel les forces du shogunat Tokugawa vainquent celles du clan Toyotomi.
Les références au shogunat, et particulièrement à la campagne de Tokugawa Ieyasu, sont interdites sur scène pendant presque toute l'époque d'Edo (1603-1868) durant laquelle règnent les Tokugawa. Yoshitsune Shin-Takadachi, écrite par Ki no Kaion et donnée pour la première fois en 1719, plus d'un siècle après les événements du siège d'Osaka, passe pour avoir été la première pièce à succès à faire allusion à ces événements sans être interdite par les censeurs officiels.

## Contexte
Comme beaucoup de pièces de théâtre jōruri et kabuki, Yoshitsune Shin-Takadachi n'est pas un récit original, mais est basé sur une série établie d'histoires, de situations et de personnages déjà connus du public, appelés Sekai et shukō (littéralement « monde »). C'est l'une parmi un grand nombre d'histoires et de pièces centrées sur le commandant samouraï du XIIe siècle Minamoto no Yoshitsune, frère cadet du shogun Minamoto no Yoritomo. Un conflit surgit entre les deux frères sur des soupçons que Yoshitsune, qui a dirigé le clan Minamoto à la victoire dans la guerre de Genpei et a ainsi permis à Yoritomo d'accéder au pouvoir et de devenir shogun, cherche à renverser son frère. Le premier est contraint de fuir Kyoto et cherche refuge dans la forteresse Kadakachi à Hiraizumi, loin au nord. Il est bientôt attaqué par les forces shogunales de son frère, battu, et forcé de commettre le seppuku.
Tout au long de la pièce, des allusions sont faites au siège d'Osaka de 1615, au cours duquel Tokugawa Ieyasu mène les forces shogunales contre Toyotomi Hideyori, qui a réuni des forces pour s'opposer au shogunat et qui représente la dernière opposition majeure à la suprématie des Tokugawa. 
Plusieurs décennies auparavant, avant la fin du XVIe siècle, Ieyasu a été un vassal de Toyotomi Hideyoshi, père de Hideyori, et a fait serments de servir les Toyotomi et d'assurer la succession de ceux-ci au pouvoir. Après la mort de Hideyoshi en 1598, cependant, il trahit son serment et s'empare du pouvoir pour lui-même. L'interdiction de rapporter ces événements sur scène provient donc non seulement d'une aversion générale pour les représentations de l'honorable et supérieure classe du shogunat dans le monde des classes inférieures des théâtres, mais aussi de la peur de la menace posée à la puissance et la stabilité du shogunat par des accusations de déloyauté et de trahison vis-à-vis de Ieyasu.

## Personnages
De fortes allusions sont faites tout au long de la pièce aux comparaisons entre les personnages du XIIe siècle de l'histoire et ceux (absents de la pièce) qui ont pris part au siège d'Osaka. Chaque personnage est donné ici avec son homologue du XVIIe siècle entre parenthèses.
- Minamoto no Yoritomo (Tokugawa Ieyasu)
- Minamoto no Yoshitsune (Toyotomi Hideyori)
- Gonnotō Kanefusa (Katagiri Katsumoto)
- Izumi no Saburō (Sanada Yukimura)
- Kamei no Rokurō (Kimura Shigenari)
- Kataoka no Hachirō (Gotō Mototsugu)
- Kyō no Kimi/Shizuka Gozen (Yodo-Dono)

## Résumé
L'intrigue de la pièce, tout en faisant référence aux événements historiques réels du XIIe siècle et à un certain nombre d'autres récits du Yoshitsune sekai, établit également des parallèle à bien des égards avec des aspects des événements historiques du siège d'Osaka.
Après l'arrivée à Takadachi, Yoshitsune envoie trois messagers à son frère, afin de rechercher la réconciliation. Cela est un parallèle avec les trois émissaires envoyés à Ieyasu d'Osaka en 1614. Les envoyés de Yoshitsune expliquent que lui et ses partisans se sont rendus coupables de trois crimes, et souhaitent demander pardon.
Le premier crime est un événement dans lequel Yoshitsune et son fidèle obligé, le moine Benkei, se déguisent en moines qui recueillent des aumônes pour la reconstruction du Tōdai-ji, détruit en 1180 au siège de Nara, afin de passer la barrière de la garde à Ataka. Pour prouver leur identité en tant que moines, la paire se voit demander de montrer une liste de souscription de ceux qui ont déjà donné. L'improvisation par Benkei d'une fausse liste est revendiquée comme le second crime. Cet événement est également représenté dans la pièce nô Ataka et la pièce ultérieure kabuki Kanjinchō.
La lecture par Benkei du rouleau vierge comprend l'expression « Nous demandons l'aide de nombreuses personnes pour amener vertu à la cour de notre pays », référence à l'armée que Yoshitsune cherche à soulever contre son frère, et aussi en parallèle avec les forces rassemblées par Hideyori contre Tokugawa. L'inclusion des caractères yori (頼, « demande ») et tomo (朝, « tribunal »), c'est-à-dire les caractères du nom du shogun, Yoritomo, dans cette phrase fait également allusion à un incident entre Hideyori et Ieyasu. Hideyori commande la coulée d'une cloche de temple pour le Hōkō-ji  de Kyoto qui comprend les caractères Ie et Yasu séparés, dans son inscription dans une phrase qui passe pour une trahison aux yeux du shogunat. Le troisième crime cité par les messagers est lié : avoir cherché à rassembler une armée contre le shogunat.
Yoritomo propose de se réconcilier avec son frère si Yoshitsune remplit une des trois conditions; ces conditions sont étroitement parallèles à celles offertes par Ieyasu à Hideyori. La première est que Yoshitsune (Hideyori) abandonne sa forteresse et devienne le seigneur des provinces de l'Ouest. La deuxième est qu'il se soumette au shogunat comme l'ont fait les autres seigneurs. La troisième est que Yoshitsune envoie sa maîtresse à la capitale en otage. Dans la pièce originale, c'est Kyō Kimi, mais d'autres versions nomme Shizuka Gozen comme otage potentiel; Hideyori est invité à se rendre à sa mère, dame Yodo.
En fin de compte, l'armée shogunale de Yoritomo attaque la forteresse de Yoshitsune à Takadachi, en parallèle du siège d'Osaka en détournant la proche rivière Koromo afin d'inonder les fortifications et en incluant une trêve temporaire au milieu des combats. A Osaka, la rivière Yodo a été détournée et une importante suspension des combats s'est produite entre l'hiver et l'été.

## Succès et retombées
La production de Kaion est montée avec succès sans incident en 1719. En plus d'employer le dispositif connu sous le nom mitate, qui substitue des personnalités et des événements antérieurs à ceux qui viennent ultérieurement, Kaion veille à ce que la pièce soit satisfaisante pour les censeurs en dépeignant Yoritomo, qui représente Ieyasu, dans une lumière positive. Alors que Yoshitsune est indécis et ses hommes désunis, Yoritomo est dépeint comme un génie militaire, dévoué et noble.
La pièce est retravaillée et reproduite sous un certain nombre de titres différents au cours des décennies qui suivent avec des degrés variables de succès. Nanbantetsu Gotō Menuki, qui a changé le sekai (« monde ») de la pièce par rapport à celui de Yoshitsune en faveur de celui du  Taiheiki du XIVe siècle (guerres de l'époque Nanboku-chō), est écrite en 1735 mais n'a jamais été autorisée à être publiée ou mise en scène. Cela est dû en partie à une scène dans laquelle une tentative d'assassinat est faite sur Ashikaga Takauji, qui représente Ieyasu. 
Yoshitsune Shin-fukumi-jō (« Nouvelle lettre voilée de Yoshitsune »), créée en 1744, est fondée en grande partie sur l'original mais se termine par un rapprochement entre les deux frères et l'abandon des scènes de siège. 
Yoshitsune Koshigoe-jō (« Lettre de Yoshitsune en provenance de Koshigoe »), est produite dix ans plus tard en 1754, et des éléments du Nanbantetsu y sont incorporés dont la scène de l'assassinat du quatrième acte. Cet acte est interdit de représentation et ne peut être vu avant 1770 mais la pièce est publiée dans son intégralité peu de temps après, ce qui implique qu'elle a également été montée dans sa totalité à au moins quelques reprises.

## Source de la traduction
- (en) Cet article est partiellement ou en totalité issu de l’article de Wikipédia en anglais intitulé « Yoshitsune Shin Takadachi » (voir la liste des auteurs).